# Wijaya Kesuma
Wijaya Kesuma (Wijaya Kusuma) is een kelurahan in het onderdistrict Grogol Petamburan, Jakarta Barat in het westen van de provincie Jakarta, Indonesië.  Wijaya Kusuma telt 41.604 inwoners (volkstelling 2010).